# Oziorni (Krasnodar)
Oziorni (del ruso: Озёрный) es un posiólok del raión de Kavkázskaya del krai de Krasnodar, en el sur de Rusia. Está situado a orillas de un pequeño afluente (4 km) por la izquierda del río Chelbas, 16 km al nordeste de Kropotkin y 143 km al nordeste de Krasnodar, la capital del krai. Tenía 534 habitantes en 2010.
Pertenece al municipio Imeni M. Gorkogo.